# Damnatio memoriae

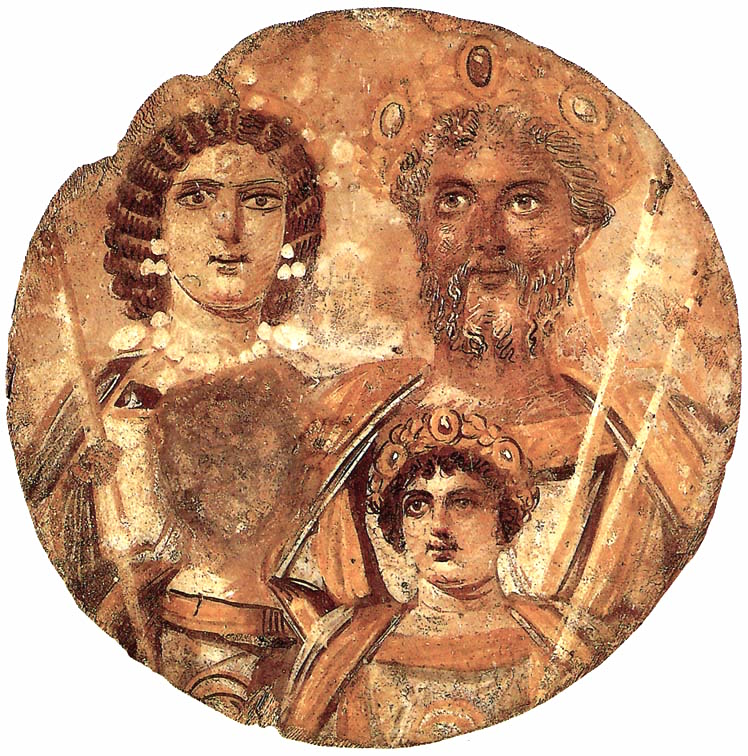
Il Tondo severiano (ca. 200 d.C.), dipinto su tavola romano rappresentante l'imperatore Settimio Severo, sua moglie Giulia Domna e i loro figli Caracalla e Geta. Il volto di Geta fu abraso probabilmente dopo che suo fratello lo uccise per restare unico imperatore (211)

Damnatio memoriae è una locuzione in lingua latina moderna che significa letteralmente "condanna della commemorazione".
Essa denota la totale e deliberata cancellazione di uno specifico individuo dalle fonti storiche, attuata con l'alterazione, abrasione o distruzione di ritratti, iscrizioni e altri documenti.

## Antichità

### Antico Egitto

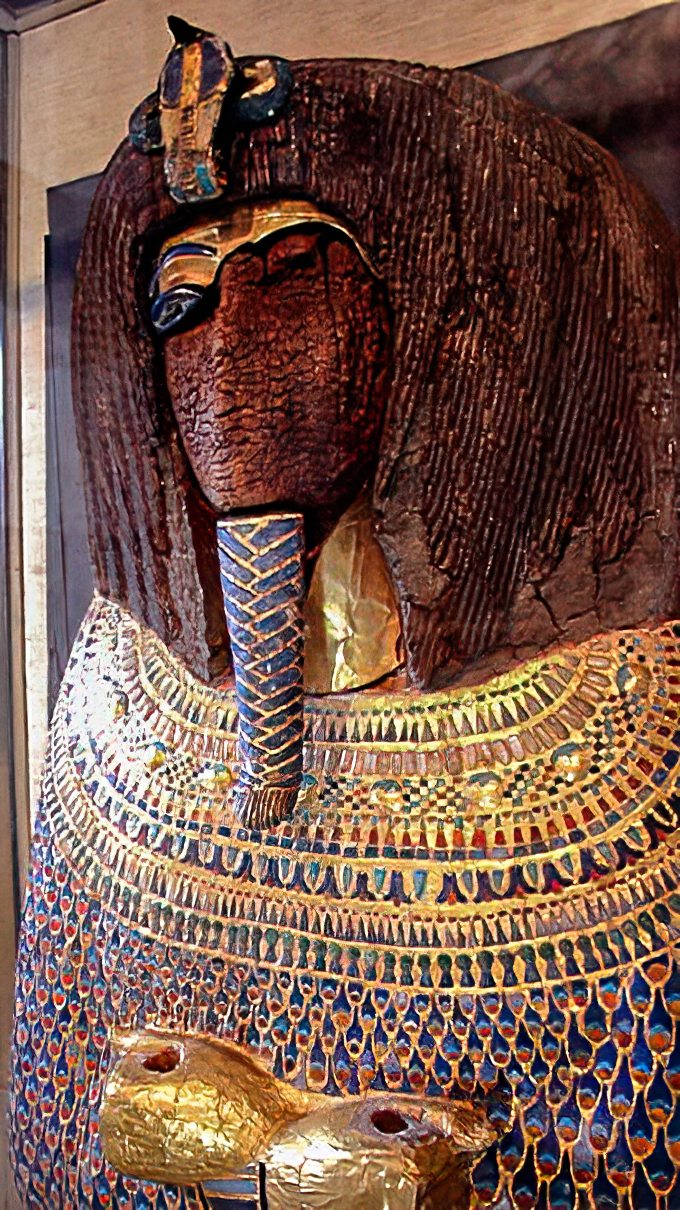
Il sarcofago rinvenuto nella tomba KV55, ritenuto di Akhenaton. Il volto è stato deliberatamente distrutto

L'esempio più insigne di damnatio memoriae nell'antico Egitto è senza dubbio quello accordato ad Akhenaton, il faraone che aveva promosso l'atonismo, un culto simil-monoteistico dell'Aton contrapposto al precedente pantheon egizio, seguito da Smenkhara, Neferneferuaton, Tutankhamon e Ay. Il successore di Ay, Horemheb, iniziò la deliberata cancellazione di opere e monumenti dei suoi predecessori appartenenti al cosiddetto periodo amarniano, campagna che fu continuata dai suoi successori.

### Antica Grecia
Gli ateniesi erano soliti distruggere iscrizioni che facevano riferimento a eventi o persone che non desideravano più commemorare. Demetrio Falereo, filosofo che governò per dieci anni Atene per conto di Cassandro di Macedonia, si fece costruire ben 360 statue: dopo che perse il potere nel 307 a.C., furono distrutte tutte tranne una.

### Repubblica romana
Nell'Urbe questa sanzione, generalmente applicata dal Senato, faceva parte delle pene che potevano essere inflitte a una maiestas e prevedeva la abolitio nominis: il praenomen del condannato non si sarebbe tramandato in seno alla famiglia e sarebbe stato cancellato da tutte le iscrizioni. Inoltre si distruggevano tutte le raffigurazioni del condannato.
A volte la pena, in caso di voto positivo del Senato, era seguita dalla rescissio actorum (annullamento degli atti), ossia dalla completa distruzione di tutte le opere realizzate dal condannato nell'esercizio della propria carica, perché era ritenuto un pessimo cittadino. Se questo atto avveniva in vita allora, dal punto di vista giuridico, esso rappresentava una vera e propria morte civile.

### Impero romano

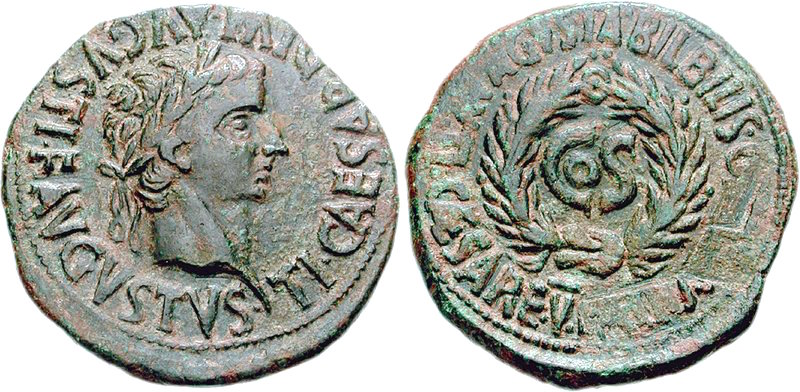
Lucio Elio Seiano soffrì la damnatio memoriae a seguito di una cospirazione fallita per rovesciare l'imperatore Tiberio

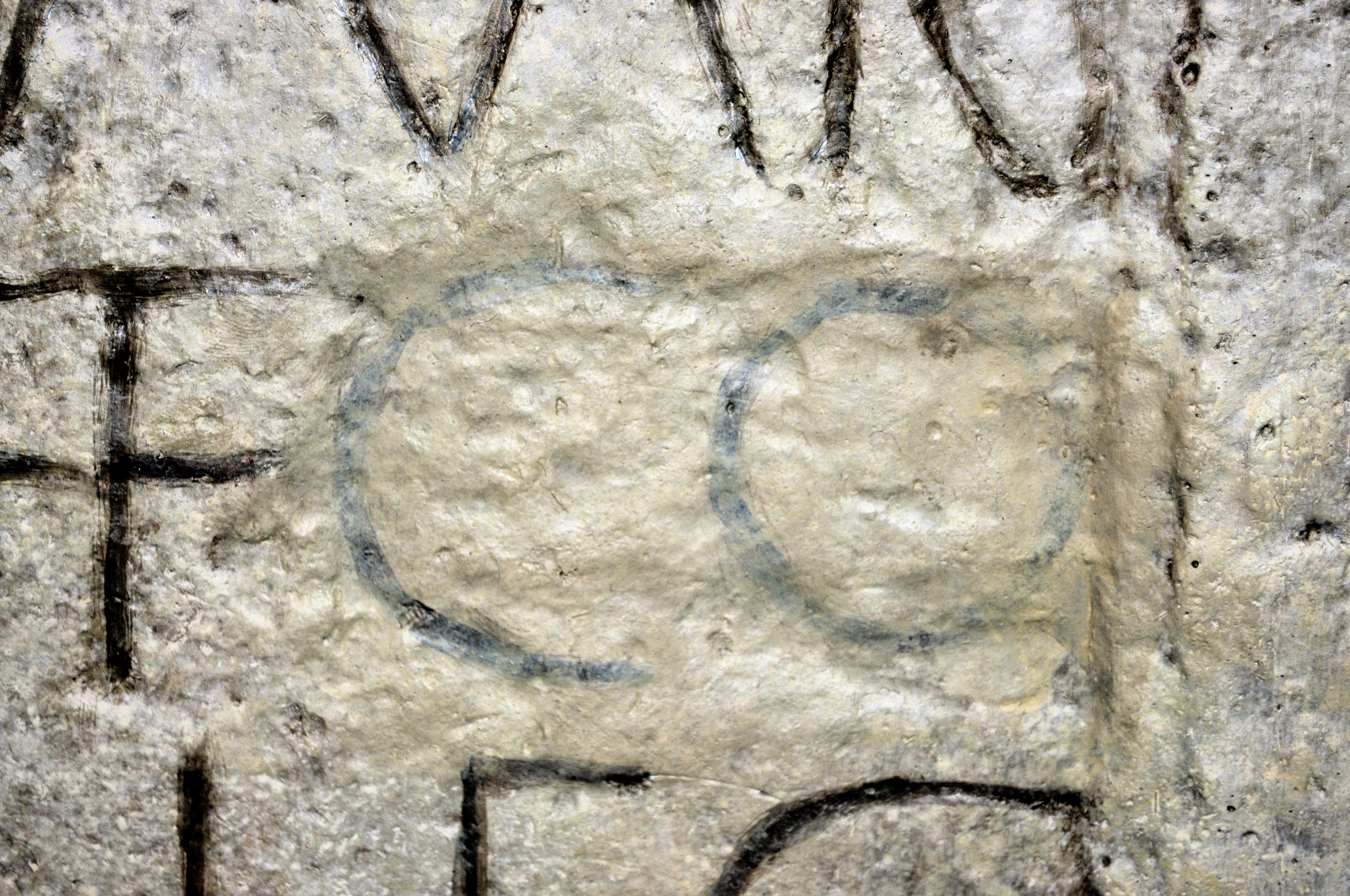
Damnatio memoriae di 'Commodo' su un'iscrizione nel Museo di Storia Romana di Osterburken. L'abbreviazione "CO" venne successivamente ripristinata con la vernice.

La damnatio memoriae ebbe un processo di degenerazione in età imperiale, giungendo a colpire anche dopo la loro morte persino la memoria degli imperatori spodestati o uccisi. La condanna comportava la cancellazione del nome dalle iscrizioni di tutti i monumenti pubblici, l'abbattimento di statue e monumenti onorari e lo sfregio dei ritratti presenti sulle monete.
Subirono la damnatio memoriae:
- Marco Antonio
- Seiano
- Caligola (bloccata dallo zio Claudio)
- Cornelio Gallo
- Agrippina minore
- Nerone
- Vitellio
- Otone
- Domiziano
- Avidio Cassio
- Commodo[3] (poi revocata e sostituita dall'apoteosi)
- Bruzia Crispina
- Didio Giuliano

- Pescennio Nigro
- Clodio Albino
- Geta
- Fulvia Plautilla
- Macrino
- Eliogabalo
- Giulia Soemia
- Aquilia Severa
- Giulia Mamea
- Massimino il Trace[4]
- Treboniano Gallo
- Emiliano
- Sponsiano (probabile)

- Cornelia Supera[5]
- Caro
- Numeriano
- Carino
- Massimiano (revocata)
- Massimino Daia
- Massenzio
- Licinio
- Fausta
- Crispo
- Costantino II
- Foca

## In epoche successive
L'istituto continuò anche nel Medioevo, giungendo a colpire perfino la memoria di papi, in particolare di papa Formoso, oggetto di un oltraggioso processo post-mortem, il cosiddetto sinodo del cadavere. Marino Faliero, cinquantacinquesimo Doge di Venezia, fu condannato a morte e alla damnatio memoriae dopo un fallito colpo di Stato.
In epoca moderna la damnatio memoriae è stata adoperata non solo nei confronti di singole persone, ma anche di ideologie o periodi storici: esempi recenti sono stati la cancellazione dei simboli legati al fascismo in Italia e quelli del nazismo in Germania, la rimozione di alcune statue equestri di Francisco Franco in Spagna, la rimozione o lo sfregio delle statue e delle effigi raffiguranti Saddam Hussein in Iraq e Muʿammar Gheddafi in Libia.
Un altro esempio è una filastrocca ispirata a giro giro tondo del periodo fascista ricorrente a Mussolini, della filastrocca non si sa niente tranne il testo
"Giro giro tondo, c'è un uomo al mondo, un uomo di stato, da tutti rispettato, rulla di rulla, che lui non teme nulla, anche noi bambini, amiamo Mussolini"
Altro esempio di damnatio memoriae avvenne in seguito alla morte di Stalin, quando in Unione Sovietica venne avviato il cosiddetto processo di destalinizzazione atto a cancellare gli effetti del culto della personalità del dittatore attraverso l'abbattimento di statue ed effigi e l'eliminazione delle riforme attuate durante il periodo staliniano. Circostanze simili si verificarono anche successivamente allo sfaldamento dell'URSS e l'abbandono del comunismo da parte della Russia, quando a molti luoghi nominati in onore di autorità comuniste come la città di Leningrado fu restituito il nome precedente alla Rivoluzione russa oppure un nuovo nome non connotato ideologicamente. Inoltre le statue raffiguranti le personalità del Partito Comunista dell'Unione Sovietica furono rimosse o distrutte; conseguenza del nuovo corso politico russo fu la decomunistizzazione in tutti quelli che furono gli Stati comunisti dell'estinto impero sovietico con leggi che vietano la ricostituzione dei partiti comunisti e l'esposizione dei loro simboli.
Negli Stati Uniti d'America molti dei simboli legati alla Confederazione e alle sue personalità sono stati cancellati, i loro nomi rimossi dai luoghi pubblici e le loro statue abbattute. Si sono verificati atti di cancellazione anche nei confronti di Cristoforo Colombo, come la decisione di diverse città americane di eliminare il Columbus Day per sostituirlo con la giornata di commemorazione delle popolazioni indigene americane, sterminate durante la colonizzazione europea delle Americhe.
La cancel culture di inizio XXI secolo è stata giudicata da vari commentatori molto affine al concetto di damnatio memoriae.

## Nella cultura di massa
- Nel romanzo 1984 di George Orwell vi è una sorta di damnatio memoriae da parte del Partito dominante, che elimina tutte le informazioni del passato che vengono progressivamente aggiornate.
- Il film Se mi lasci ti cancello (Eternal Sunshine of the Spotless Mind) del 2004, diretto da Michel Gondry e con protagonisti Jim Carrey e Kate Winslet è basato interamente sulla damnatio memoriae.